# Olenîci, Ovruci
Olenîci (în ucraineană Оленичі) este un sat în comuna Hlupleanî din raionul Ovruci, regiunea Jîtomîr, Ucraina.

## Demografie
Componența lingvistică a localității Olenîci
     Ucraineană (99,38%)
     Alte limbi (0,62%)
Conform recensământului din 2001, majoritatea populației localității Olenîci era vorbitoare de ucraineană (99,38%), existând în minoritate și vorbitori de alte limbi.